# Овиндоли
Овиндоли (итал. Ovindoli) — коммуна в Италии, расположена в регионе Абруццо, подчиняется административному центру Л’Акуила.
Население составляет 1270 человек (на 2005 г.), плотность населения составляет 21,59 чел./км². Занимает площадь 58,82 км². Почтовый индекс — 67046. Телефонный код — 0863.
Покровителем населённого пункта почитается святой Себастьян. День города ежегодно празднуется 20 января.